# ВАЗ-21123
ВАЗ-21123/2112 купе (інші назви: Лада 112 Купе, Lada 112 Coupe) — тридверна модифікація автомобіля ВАЗ-2112. Випускалася малими серіями з 1999 р. по 2010 р. 

## Опис

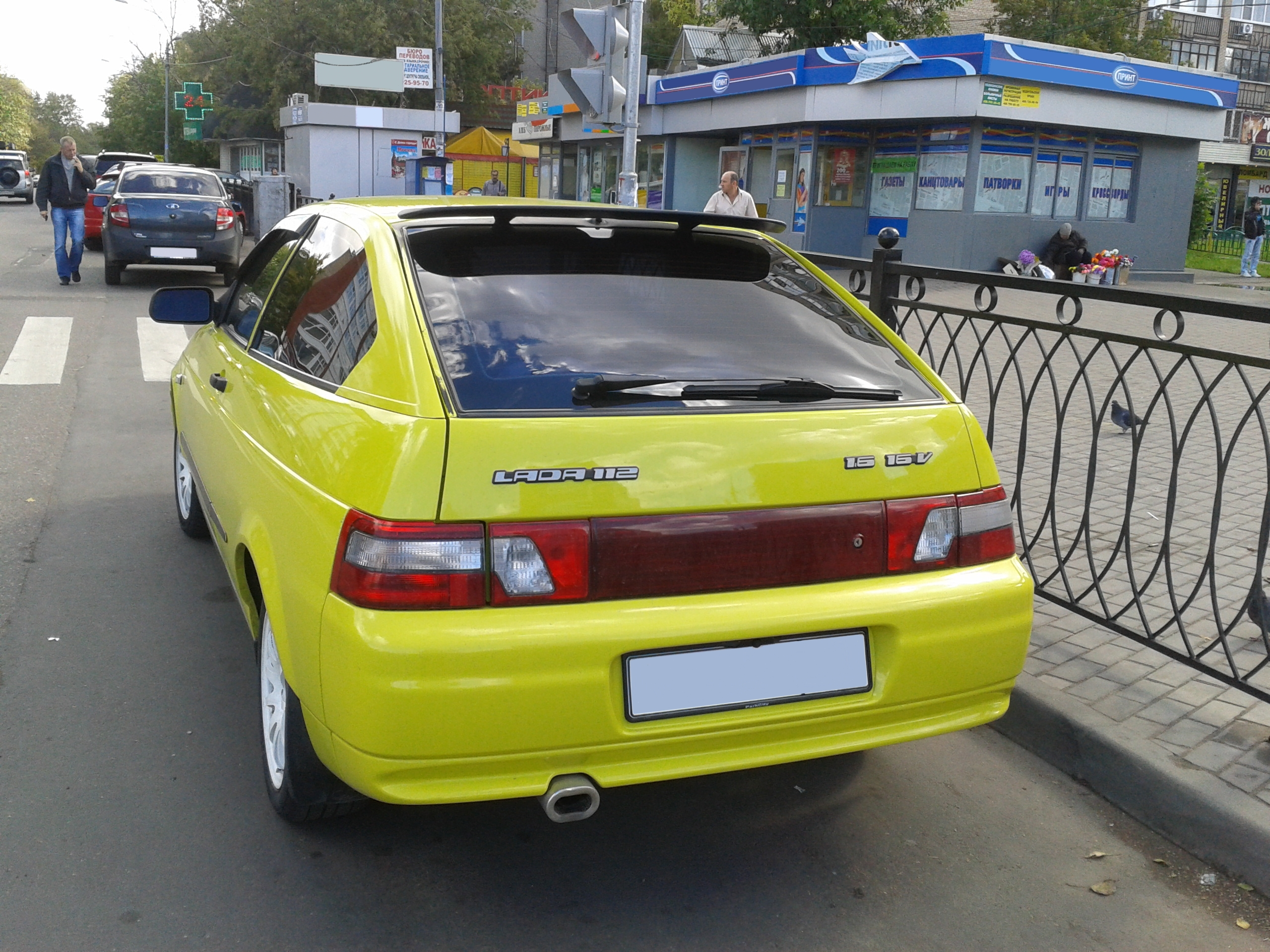
ВАЗ-21123

Пройшла три модифікації кузова. Спочатку мала своєрідний капот і бампер серії М. Пізніше випускалася з бампером М серії, своїми ґратами і стандартним капотом.
Автомобіль являє собою тридверний хетчбек, оснащений 16-и клапанним 1,6 л мотором і виконаний у варіанті «люкс». 
Термін «купе» з'явився в його назві виключно як маркетинговий хід. Хоча в порівнянні із звичайними 2112 і 21124 машина має жорсткіший кузов.